# David Kilminster
David Kilminster est un guitariste, chanteur, auteur-compositeur, producteur et professeur de musique britannique né à Eastville le 25 janvier 1962, qui a tourné en tant que sideman auprès de plusieurs musiciens prestigieux, dont les artistes de rock progressif Steven Wilson et Roger Waters.

## Biographie
Dave Kilminster commence à jouer du piano dans son enfance, puis apprend la guitare. Durant sa jeunesse, il a également chanté dans un quatuor.
En 1991, il a remporté le prix «Guitariste de l'année» dans un concours organisé par Guitarist Magazine avec la chanson instrumentale Sundance ; à ce moment-là, il avait un travail temporaire travaillant sur des ordinateurs pour IBM. Peu de temps après, Kilminster est invité à enseigner au Guitar Institute d'Acton. Son travail là-bas consistait également à rédiger du matériel d'examen et des cours pour le Trinity College et la Thames Valley University.
Kilminster a enseigné à l'Académie de musique contemporaine de Guildford et écrit pour le magazine Guitar Techniques. Il lance une série de DVD didactiques pour la bibliothèque Lick de Roadrock après le succès de sa série satellite mondiale, nommée Killer Guitar.
En 2002, Kilminster part en tournée avec Keith Emerson et le groupe d'Emerson The Nice, imitant le travail de guitare de David O'List. Un album est publié intitulé Vivacitas Live at Glasgow 2002, avec Keith Emerson, Lee Jackson et Brian Davison de The Nice, ainsi que Dave Kilminster, Phil Williams et Pete Riley. De 2006 à 2008, il tourne avec Roger Waters sur une tournée de The Dark Side of the Moon et de 2010 à 2013, il a fait une tournée en tant que guitariste principal sur la tournée The Wall Live de 2010 à 2013. Sur les deux tournées, il interprète les parties de David Gilmour sur les albums studio originaux. Il a également joué aux côtés de John Wetton (ex-King Crimson), Ken Hensley (ex-Uriah Heep), Qango (une spin-off asiatique), The Nice et Carl Palmer. En mai 2015, Kilminster a remplacé Guthrie Govan dans le groupe de Steven Wilson pour sa tournée nord-américaine en 2015. De 2017 à 2018, Kilminster a rejoint Roger Waters pour sa tournée nord-américaine «Us + Them» et devrait continuer avec le groupe lorsque la tournée reprendra en 2021.
Dave a réédité son album de guitare acoustique Playing with Fire  en 2004. En 2007, il a lancé l'album de rock Scarlet, qui a présenté des camarades de groupe d'Emerson, le batteur Pete Riley et le bassiste Phil Williams. L'album a été réédité sous le titre 'Scarlet - The Director's Cut' en 2012. Cela a été suivi par un nouvel album de matériel original, et . . . La vérité vous libèrera en 2014. Kilminster a coproduit le premier album solo d' Anne-Marie Helder, The Contact (2004). Elle chante des chœurs sur Scarlet .

## Style et équipement
Kilminster est gaucher, mais après s'être blessé au poignet droit dans un accident de karting, il a commencé à jouer de la guitare de la main droite. Il a depuis déclaré qu'il était ambidextre. Il a utilisé de nombreuses techniques de jeu différentes telles que le tapotement et le balayage, mais les considère comme «vraiment des outils» et pas une partie importante de son style de jeu.
Kilminster a utilisé des Fender Telecasters et des guitares acoustiques Takamine. Pour la tournée Dark Side of the Moon, il a utilisé une télécaster signature Richie Kotzen avec des micros DiMarzio personnalisés. Il a utilisé des amplificateurs de guitare Cornford. Il utilise également des guitares sur mesure Suhr et des amplificateurs Brunetti.